# Episodi di Craig (quarta stagione)
La quarta stagione della serie animata Craig, composta da 40 episodi, viene trasmessa negli Stati Uniti, da Cartoon Network, dal 25 ottobre 2021 al 29 maggio 2023.
In Italia la stagione viene trasmessa dal 4 aprile 2022 al 9 giugno 2023 su Cartoon Network.
| n° | Titolo originale            | Titolo italiano                 | Prima TV USA     | Prima TV Italia |
| -- | --------------------------- | ------------------------------- | ---------------- | --------------- |
| 1  | The Legend of the Library   | La leggenda della biblioteca    | 25 ottobre 2021  | 15 aprile 2022  |
| 2  | Locked Out Cold             | Le chiavi di riserva            | 6 dicembre 2021  | 8 giugno 2022   |
| 3  | Beyond the Overpass         | Oltre la galleria               | 17 gennaio 2022  | 4 aprile 2022   |
| 4  | Sink or Swim Team           | La squadra di nuoto             | 17 gennaio 2022  | 5 aprile 2022   |
| 5  | The Quick Name              | Il soprannome                   | 17 gennaio 2022  | 7 aprile 2022   |
| 6  | The Chef's Challenge        | Gara di cucina                  | 17 gennaio 2022  | 6 aprile 2022   |
| 7  | The Sparkle Solution        | La soluzione scintillante       | 17 gennaio 2022  | 8 aprile 2022   |
| 8  | Better Than You             | La sfida                        | 17 gennaio 2022  | 12 aprile 2022  |
| 9  | The Dream Team              | La squadra da sogno             | 17 gennaio 2022  | 13 aprile 2022  |
| 10 | Fire & Ice                  | Fuoco e ghiaccio                | 17 gennaio 2022  | 14 aprile 2022  |
| 11 | Chrono Moss                 | Il villaggio di muschio         | 11 aprile 2022   | 7 giugno 2022   |
| 12 | In Search of Lore           | Alla ricerca del sapere         | 12 aprile 2022   | 9 giugno 2022   |
| 13 | Opposite Day                | Il giorno dell'opposto          | 13 aprile 2022   | 13 giugno 2022  |
| 14 | Adventures in Baby Casino   | Il compleanno di JP             | 14 aprile 2022   | 15 giugno 2022  |
| 15 | Creek Talent Extravaganza   | Il talent show                  | 15 aprile 2022   | 10 giugno 2022  |
| 16 | Dodgy Decisions             | Decisioni pericolose            | 18 aprile 2022   | 6 giugno 2022   |
| 17 | Hyde & Zeke                 | Una strana partita a nascondino | 19 aprile 2022   | 16 giugno 2022  |
| 18 | The Anniversary Box         | Un regalo speciale              | 20 aprile 2022   | 14 giugno 2022  |
| 19 | Lost & Found                | Oggetti smarriti                | 21 aprile 2022   | 20 giugno 2022  |
| 20 | Grandma Smugglers           | La nonna di Raj                 | 22 aprile 2022   | 17 giugno 2022  |
| 21 | The Champion's Hike         | La cascata segreta              | 11 luglio 2022   | 5 ottobre 2022  |
| 22 | Bored Games                 | Giochi noiosi                   | 12 luglio 2022   | 3 ottobre 2022  |
| 23 | Scoutguest                  | L'ospite scout                  | 13 luglio 2022   | 6 ottobre 2022  |
| 24 | My Stare Lady               | Gara di sguardi                 | 14 luglio 2022   | 7 ottobre 2022  |
| 25 | Silver Fist Returns         | Il ritorno di Pugno d'Argento   | 15 luglio 2022   | 4 ottobre 2022  |
| 26 | Craig to the Future         | Craig nel futuro                | 7 novembre 2022  | 5 dicembre 2022 |
| 27 | Craig of the Street         | Avventura in città              | 8 novembre 2022  | 6 dicembre 2022 |
| 28 | Puppy Love                  | Polpetta in pericolo            | 9 novembre 2022  | 7 dicembre 2022 |
| 29 | Galactic Goodbyes           | Il ragazzo stella               | 10 novembre 2022 | 24 aprile 2023  |
| 30 | Back to Cool                | La moda autunnale               | 11 novembre 2022 | 25 aprile 2023  |
| 31 | The Jump Off                | Il salto della corda            | 3 aprile 2023    | 18 aprile 2023  |
| 32 | The Cow-boy and Marie       | Il cowboy e Marie               | 4 aprile 2023    | 19 aprile 2023  |
| 33 | The Cursed Word             | Incantesimo al ruscello         | 5 aprile 2023    | 20 aprile 2023  |
| 34 | Craiggy & the Slime Factory | I bambini dello slime           | 6 aprile 2023    | 21 aprile 2023  |
| 35 | A Tattle Tale               | L'isola degli spioni            | 7 aprile 2023    | 17 aprile 2023  |
| 36 | Craig of the Campus         | Craig al campus                 | 29 maggio 2023   | 5 giugno 2023   |
| 37 | Wheels Collide              | Scontro tra ruote               | 29 maggio 2023   | 6 giugno 2023   |
| 38 | Bernard of the Creek Part 1 | Bernard del Ruscello - parte 1  | 29 maggio 2023   | 7 giugno 2023   |
| 39 | Bernard of the Creek Part 2 | Bernard del Ruscello - parte 2  | 29 maggio 2023   | 8 giugno 2023   |
| 40 | Left in the Dark            | La grotta planetario            | 29 maggio 2023   | 9 giugno 2023   |